# 목포해양문화축제
목포해양문화축제는 전라남도 목포시에서 매년 여름철 기간에 열리는 축제이다. 첫 해에는 유달산 꽃축제와 연계하여 4월에 개최하였으나 이후 여름철(7월말부터 8월초까지)에 개최한다. 목포시 평화광장 및 삼학도 일대에 펼쳐지는 목포 최대의 축제이다.

## 역대 축제

### 2006년
- 기간 : 2006년 4월 8일 ~ 4월 16일 [9일간]
- 장소 : 평화광장, 유달산, 루미나리에 거리, 북항, 목포종합수산시장 일원

### 2007년
- 기간 : 2007년 7월 25일 ~ 7월 29일 [5일간]
- 장소 : 평화광장 일원

### 2008년
- 기간 : 2008년 8월 1일 ~ 8월 5일 [5일간]
- 장소 : 평화광장 일원, 목포시 전역

### 2009년
- 기간 : 2009년 7월 31일 ~ 8월 4일 [5일간]
- 장소 : 평화광장 일원

### 2010년
- 기간 : 2010년 7월 30일 ~ 8월 3일 [5일간]
- 장소 : 평화광장 일원

### 2011년
- 기간 : 2011년 7월 29일 ~ 8월 2일 [5일간]
- 장소 : 평화광장, 삼학도 일원

### 2012년
- 기간 : 2012년 8월 3일 ~ 8월 7일 [5일간]
- 장소 : 평화광장, 삼학도 일원

## 관람명소
- 평화광장의 앞바다
- 영산강하굿둑에서 바라보는 평화광장
- 평화광장의 2층이상의 상가
- 만남의 폭포
- 갓바위

## 같이 보기
- 전라남도의 축제 목록